# Nezlobte dědečka
Nezlobte dědečka je český film z roku 1934 v režiséra Karla Lamače, v němž hlavní trojroli vytvořil Vlasta Burian.

## Obsah
Eman Vovísek (Vlasta Burian) je trochu divný pavouk, hlavně po tom, když si jeho milovaná Liduška (Adina Mandlová) vezme za manžela Emanova bratrance Adolfa Daňka (Čeněk Šlégl). Udělá v restauraci, kde se nepohodne s hostinským (František Černý) pořádný nepořádek a ještě si užije ve výkladní skříni. Za to se dostal do blázince, zde potkal svého strýčka Hanibala (Theodor Pištěk), ten se tam dostal proto, protože jeho žena Matylda (Marianna Hellerová) se s ním rozvedla, si chce totiž vzít strýce Jonáše z Ameriky. Emánka dostal z blázince bratranec Adolf. A hned mu řekl, co má udělat. Od své bývalé přítelkyně Káti (Ljuba Hermanová), která žije v Ostravě, dostal dopis, že mu udělá virvál, jestli za ní nepřijede. Lidušce namluvil, že jede do Vídně. Ona chtěla jet s ním, musí však uvítat strýce Jonáše, mají po něm dědit. Adolf však od strýce dostal telegram, že se zdrží v Paříži. A tak chtěl po Emánkovi, aby představoval Jonáše, aby zabavil Lidušku a i tetu Matyldu, která znenadání přijela, ta si chce vzít Jonáše. Proto se přestrojil za strýce a začal se za něj vydávat. Ve vile způsobil velký rozruch, Lidušku, tetu Matyldu i sekretářku Josefínku (Hana Vítová) začne bavit svými vymyšlenými historkami o New Yorku i tanečními kreacemi. Ke všemu si Matylda chce nepravého Jonáše, aniž by věděla, že to je Eman vzít. Už mu dokonce dávala podepsat manželskou smlouvu. Mezitím utekl z blázince Hanibal, když se dověděl, že přijel Jonáš tak ho šel zastřelit. Přišel k Adolfovi do vily a začal Emana honit. Vyděsil při tom všechny tři slečny a Josefínka zavolala doktorovi Karnerovi (Jaroslav Marvan) z blázince a hned přijel. Eman se mezitím převlíknul do své původní podoby a řekl Hanibalovi, že to byl pouze podvodník, kterého honil. Hanibala si pak vzal do péče dr. Karner a vyléčil ho. Najednou přijede další strýček z Ameriky (také Vlasta Burian), strhne se veliká honička a zmatek do kterého se připletou všichni přítomní i Adolf, který se právě vrátil z Ostravy, kde se s Káťou „dohodl“. Připlete se do toho i pravý strýček. Po jeho odhalení, i odhalení Emánka se vše vysvětlí: strýček se už zasnoubil s jinou a teta Matylda má smůlu, Emánek dostal Josefínku a od strýčka dědictví, to rozházel mezi diváky…

## Poznámka
Dvacátý film Buriana. Burian je vynikající v historkách o New Yorku a ve zpívání písničky „Dobrou noc – Gúd Najt“.

## Obsazení
| Vlasta Burian       | Eman Vovísek / strýc Jonathan                      |
| Čeněk Šlégl         | továrník Adolf Daněk, Emanův bratranec             |
| Adina Mandlová      | Liduška, žena továrníka Daňka                      |
| Theodor Pištěk      | Hanibal, Vovískův strýc v nervovém sanatoriu       |
| Mariana Hellerová   | teta Matylda, bývalá Hanibalova žena               |
| Hana Vítová         | sekretářka u továrníka Daňka Josefinka             |
| Václav Trégl        | sluha u továrníka Daňka Václav                     |
| Jan W. Speerger     | zahradník u továrníka Daňka                        |
| Ljuba Hermanová     | tanečnice Káťa, bývalá Adolfova přítelkyně         |
| Antonín Vaverka     | snoubenec tanečnice Káti                           |
| Máňa Hanková        | přítelkyně tanečnice Káti                          |
| Jaroslav Marvan     | ředitel nervového sanatoria MUDr. Karner           |
| Antonín Holzinger   | lékař v nervovém sanatoriu                         |
| František Černý     | hostinský                                          |
| Mario Karas         | majitel konfekce                                   |
| Karel Postranecký   | strážník / konzulární úředník amerického konzulátu |
| František Říha      | kočébr v hospodě                                   |
| Ferdinand Jarkovský | domovník                                           |
| Květa Horská        | komorná u továrníka Daňka                          |
| Fred Bulín          | konzulární úředník amerického konzulátu            |
| Karel Němec         | zřízenec nervového sanatoria                       |
| Antonín Jirsa       | ošetřovatel v nervovém sanatoriu                   |
| Eduard Šimáček      | blázen – meteorolog                                |
| Václav Menger       | blázen – Kryštof Kolumbus                          |
| Jiří Hron           | blázen s játrovými knedlíčky                       |
| Jarka Pižla         | host v hospodě                                     |
| Leopold Horešovský  | host v hospodě                                     |

## Autorský tým
- Námět: Emil Artur Longen (hra „V tlamě velryby“),
- Scénář: Emil Artur Longen, Karel Melíšek, Jarka Mottl
- Režie: Karel Lamač
- Kamera: Otto Heller
- Hudba: Eman Fiala
- Texty písní: Karel Melíšek, Jarka Mottl
- Výroba: Meissner film

## Technické údaje
- Rok výroby: 1934
- Premiéra: 21. prosince 1934
- Zvuk: zvukový
- Barva: černobílý
- Délka:75 minut
- Druh filmu:komedie
- Země původu:Československo
- Jazyk: čeština
- Natočeno: v ateliéru